# 长柄岩黄耆
长柄岩黄耆（学名：Hedysarum longigynophorum）为豆科岩黄耆属下的一个种。